# John Hargis
John Hargis, né le 3 juillet 1975 à Clinton (Arkansas), est un nageur américain.

## Palmarès

### Jeux olympiques
- Atlanta 1996
  -  Médaille d'or en 4 × 100 m 4 nages (participation aux séries)[1].